# Jazernica
Jazernica (Hongaars: Márkfalva) is een Slowaakse gemeente in de regio Žilina, en maakt deel uit van het district Turčianske Teplice.
Jazernica telt 308 inwoners.